# تاريخ اليهود في الصومال
اليهود في الصومال هم المجتمعات اليهودية التي سكنت جمهورية الصومال الواقعة في القرن الأفريقي.
لم تحظ اليهودية في شبه الجزيرة الصومالية باهتمام كبير في السجل التاريخي. ورغم ذلك، فإن هناك أدلة على وجود يهودي في المنطقة يعود إلى قرون مضت، حيث كان يمارس بعض اليهود عقيدتهم علانية فيما كان يمارسها آخرون سراً. وكان كثير من أولئك اليهود كانوا من يهود اليمن وقدموا من عدن، للعمل في التجارة وتقديم خدمات دينية. ويشير تقرير صدر عام 1949 إلى أنه "لم يتبق أي يهود في الصومال الإيطالي والصومالي البريطاني".

## اليهود في الصومال
خضع موضوع وجود مجتمعات يهودية في الصومال لكثير من التكهنات والنقاش عبر التاريخ. السجلات التاريخية  تشير إلى أن عددًا صغيرًا من اليهود، يقدر عددهم بحوالي 100-200 فرد، هاجروا إلى الصومال في أوائل القرن العشرين كتجار واستقروا في المدن الساحلية مثل بربرة وزيلع في الشمال الغربي وبراوة في الجنوب. غير أن تقريرا أصدرته وكالة التلغراف اليهودية [الإنجليزية] (JTA) ونُشر في عام 1949 ذكر أنه "لم يتبق أي يهود في الصومال الإيطالي والصومالي البريطاني".

### يهود اليمن في الصومال
يسود الاعتقاد بأن موجة من يهود اليمن وصلت إلى القرن الإفريقي وما حوله من المناطق التي كانت خاضعة للدولة العثمانية وذلك في ثمانينيات القرن التاسع عشر في نفس الوقت الذي هاجر فيه آلاف من يهود اليمن إلى القدس عاصمة فلسطين. ووصل إلى الصومال بضع مئات من اليهود في الفترة ما بين عام 1881 إلى عام 1882، في حين أن الهجرات تتابعت حتى عام 1914، وبدأت بعد ذلك الهجرات العكسية حتى هاجرت آخر عائلة يهودية في عام 1951 إلى جيبوتي.
في حين أن تاريخ المجتمعات اليهودية التقليدية في الصومال معروف نسبيًا وهناك سرديات تاريخية بشأنهم، إلا أنه لاتوجد أي دراسات عن ما إذا كان هناك يهود متخفين يمارسون طقوسا سرية.

### العلاقات الإسرائيلية الصومالية
كانت إسرائيل من بين أول الدول التي اعترفت باستقلال الصومال وأرض الصومال قبل توحيدهما في عام 1960.
وفي عام 1974 انضمت الجمهورية الصومال إلى جامعة الدول العربية وصارت من مقاطعة جامعة الدول العربية لإسرائيل.
في عام 2017، رفض الرئيس الصومالي محمد عبد الله فرماجو مقابلة رئيس الوزراء الإسرائيلي بنيامين نتنياهو الذي دعي إلى اجتماع القادة الأفارقة في كينيا. ورفض فرماجو عقد اجتماع مع نتنياهو. وأشادت حركة حماس بهذه الخطوة، حيث قال القيادي موسى أبو مرزوق إن "المواقف لها قيمة ومعنى، وبلادهم لها احترام وتقدير، وشعبهم له كرامة". وثمّن عضو حركة حماس عزت الرشق موقف الرئيس الصومالي، وقال إنه "يعكس أصالة جمهورية الصومال الشقيقة في الوقوف مع فلسطين ورفض أي تطبيع مع كيان يحتل الأرض والمقدسات". ويشير هذا الموقف إلى التوترات المستمرة بين الصومال وإسرائيل، حيث يعبر غالبية الشعب الصومالي عن تضامنه مع فلسطين ويعارضون أي تطبيع للعلاقات مع إسرائيل.
في عام 2022، ذكرت صحيفة تايمز إسرائيل أن الرئيس الصومالي حسن شيخ محمود يعتزم طرح إمكانية إقامة علاقات مع إسرائيل على البرلمان الصومالي، وذلك بعد أيام من نشر الصحيفة تقارير تفيد بأن حسن شيخ أجرى انتخابات سرية مع رئيس الوزراء الإسرائيلي بنيامين نتنياهو في 2016، ونفى المتحدث باسم الرئاسة عبد الكريم علي كار المزاعم بأن الرئيس الصومالي التقى مسؤولين إسرائيليين في الإمارات في يونيو 2022 مؤكدا أنه لا توجد أي علاقات رسمية بين البلدين.

### يهود إثيوبيا في شبه الجزيرة الصومالية
توجد مجموعات يهودية القرن الإفريقي، إذ توجد سلالات يهودية في إثيوبيا وجنوب الجزيرة العربية. وهناك أدلة محدودة على اعتناق بعض العشائر الصومالية لليهودية خلال العصر الجاهلي. ويُعتبر اعتناق اليهودية محدودا في العشائر الصومالية المهمشة، مثل قبيلة يبر، وكذلك المجموعات العرقية المهمشة في إثيوبيا: بيتا إسرائيل، و الفلاشا. بحلول القرن السادس عشر، كان معظم أفراد الشعب الصومالي قد اعتنق الإسلام، وكان يعتبر الدين الرسمي للصوماليين.
وجلب الإثيوبيون معتقداتهم الخاصة ضمن المسيحية الأرثوذكسية إلى الصومال بالإضافة إلى شكل من أشكال اليهودية. ويتضح ذلك من وجود أدلة أثرية يهودية في المنطقة، مثل المقابر القديمة في منطقة هرجيسا في صوماليلاند المنقوشة بنجمة داوود.
بالإضافة إلى اليهودية الإثيوبية، شهد القرن الإفريقي أيضًا وصول اليهودية العربية الجنوبية، بشكل أساسي عبر جنوب الصومال وبشكل محدود عبر منطقة صوماليلاند. على سبيل المثال، ينتمي المجتمع اليهودي في جيبوتي إلى الجاليات اليهودية العدنية واليمنية المؤثرة في الشتات.

## يهود جيبوتي
هناك مجتمع يهودي آخر له تاريخ في القرن الإفريقي وهو يهود جيبوتي. ويعود تاريخ المجتمع اليهودي في جيبوتي إلى القرن التاسع عشر. وكان اليهود الأوائل الذين استوطنوا جيبوتي قادمين من عدن، التي كانت آنذاك مستعمرة بريطانية. وكانوا من يهود اليمن، ولعب يهود جيبوتي دورا رئيسيا في تطوير مدينة جيبوتي الساحلية، حيث ساعد اليهود في بناء المنطقة المعروفة آنذاك باسم كوت فرانسيس دي صوماليين (بالفرنسية: Côte Française des Somalis)‏. وبلغ عدد السكان اليهود في جيبوتي ذروته في ثلاثينيات القرن العشرين، حيث بلغ عددهم حوالي 1500 يهودي. ومع ذلك، مع تباطؤ الهجرة من اليمن إلى وجيبوتي في أوائل القرن العشرين، اعتنق كثير من يهود جيبوتي الإسلام.
في ذلك الوقت، تميز اليهود عن جيرانهم المسلمين بخصلات الشعر الطويلة المسماة "بايوت" وملابس بيضاء، على غرار ملابس يهود اليمن. وإضافة إلى ذلك، أحصت السلطات الفرنسية أحد عشر تاجراً يهودياً في عام 1902، وأشارت إلى أنهم عملوا بشكل رئيسي في مجال المجوهرات والحرف اليدوية. وكان لديهم العديد من المعابد اليهودية، بما في ذلك الكنيس الكبير في وسط جيبوتي في شارع روما.

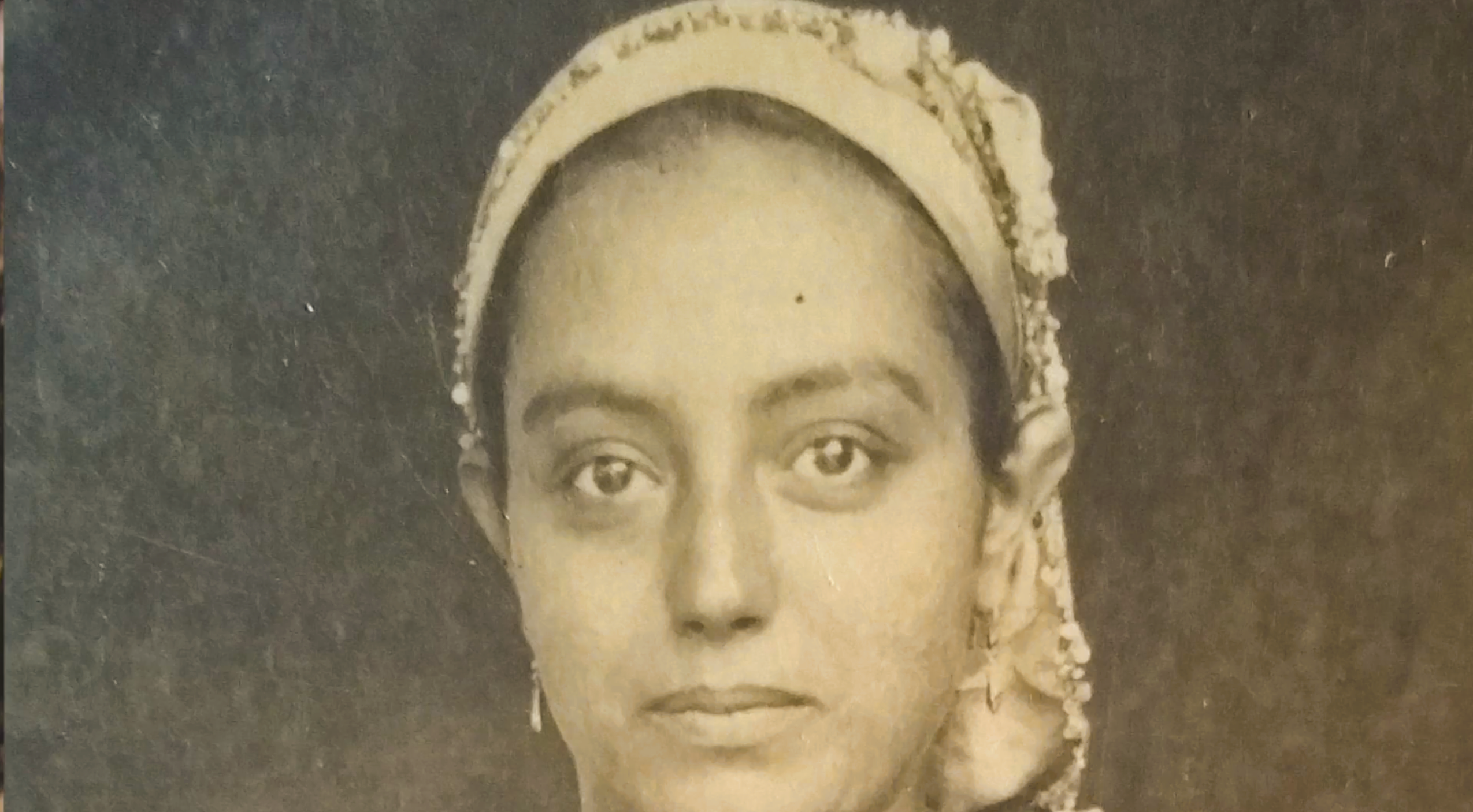
امرأة يهودية ترتدي غطاء الرأس التقليدي. جيبوتي، 1922.

بعد قيام إسرائيل عام 1948، نفذت عملية بساط الريح في عام 1949 وأجْلت خلالها حوالي 45 ألف يهودي يمني إلى إسرائيل. وشملت عملية الإجلاء مائتي يهودي من جيبوتي. وعلى مدى العقود التالية، غادرت العائلات اليهودية المتبقية جيبوتي تدريجيًا إلى إسرائيل أو فرنسا. ولم يتبق في جيبوتي حاليا سوى نحو 50 يهودياً، أغلبهم من المغتربين الفرنسيين من أصول يهودية، وامتلك اليهود عقارات تقطنها قبيلة عيسى، وكذلك مقبرة متواضعة والكنيس الكبير (الذي رُمم وحُول إلى مكاتب في عام 2012، ولم يتبق سوى الواجهة الخارجية الأصلية) وهما المبنيان اليهوديان الوحيدان اللذان لا يزالان قائمين في البلاد.

## يبر
يبر، هي عشيرة مهمشةفي الصومال. ويعتقد أن لديها جذور يهودية، ويعود أصلهم إلى بيتا إسرائيل، المعروفين أيضاً باسم اليهود الإثيوبيين. واجهت قبيلة يبر التمييز والتهميش داخل المجتمع الصومالي بسبب تراثهم اليهودي المفترض.
هناك أدلة تاريخية محدودة تثبت الأصول اليهودية لقبيلة يبر، كما أن هناك اعتقاد بأنهم ربما تحولوا إلى اليهودية أو أن التجار والمتاجرين اليهود ربما تزاوجوا مع أبناء القبيلة. وتشير بعض الروايات إلى أن أفراد قبيلة يبر حافظوا على العادات والطقوس اليهودية، مثل الختان والذبح الحلال للحيوانات. ومع ذلك، ظلت هويتهم اليهودية سرية إلى حد كبير خوفا من الاضطهاد.
ارتبطت قبيلة يبر تقليديا بممارسة الطب التقليدي والسحر، مما أدى إلى المزيد من التمييز ضدها. كما تعرضت للتهميش الاقتصادي والاجتماعي، وغالبًا ما كانت القبيلة تحتل أدنى طبقات المجتمع الصومالي.